# Galaxy 28
O Galaxy 28 (G-28), anteriormente conhecido por Intelsat Americas 8 (IA-8) e Telstar 8,  é um satélite de comunicação geoestacionário construído pela Space Systems/Loral (SS/L). Ele está localizado na posição orbital de 89 graus de longitude oeste, servindo o mercado estadunidense e é de propriedade da Intelsat, empresa sediada em Luxemburgo. O satélite foi baseado na plataforma LS-1300S e sua vida útil estimada é de 15 anos. Este satélite fornece serviços de banda C, banda Ku e banda Ka.
Os clientes atuais do Galaxy 28 incluem HughesNet, Hearst Corporation, Mobile Universe, ABC e CBS.

## Lançamento
O satélite foi lançado com sucesso ao espaço no dia 23 de junho de 2005, às 14:03:00 UTC, por meio de um veículo Zenit-3SL a partir da plataforma de lançamento marítima da Sea Launch, a Odyssey. Ele tinha uma massa de lançamento de 5493 kg.

## Capacidade e cobertura
O Galaxy 28 é equipado com 28 transponders em banda C, 36 em banda Ku e 24 banda Ka para fornecer serviços de transmissões de vídeo e dados para todos os países da América do Norte e do Sul.